# 후디

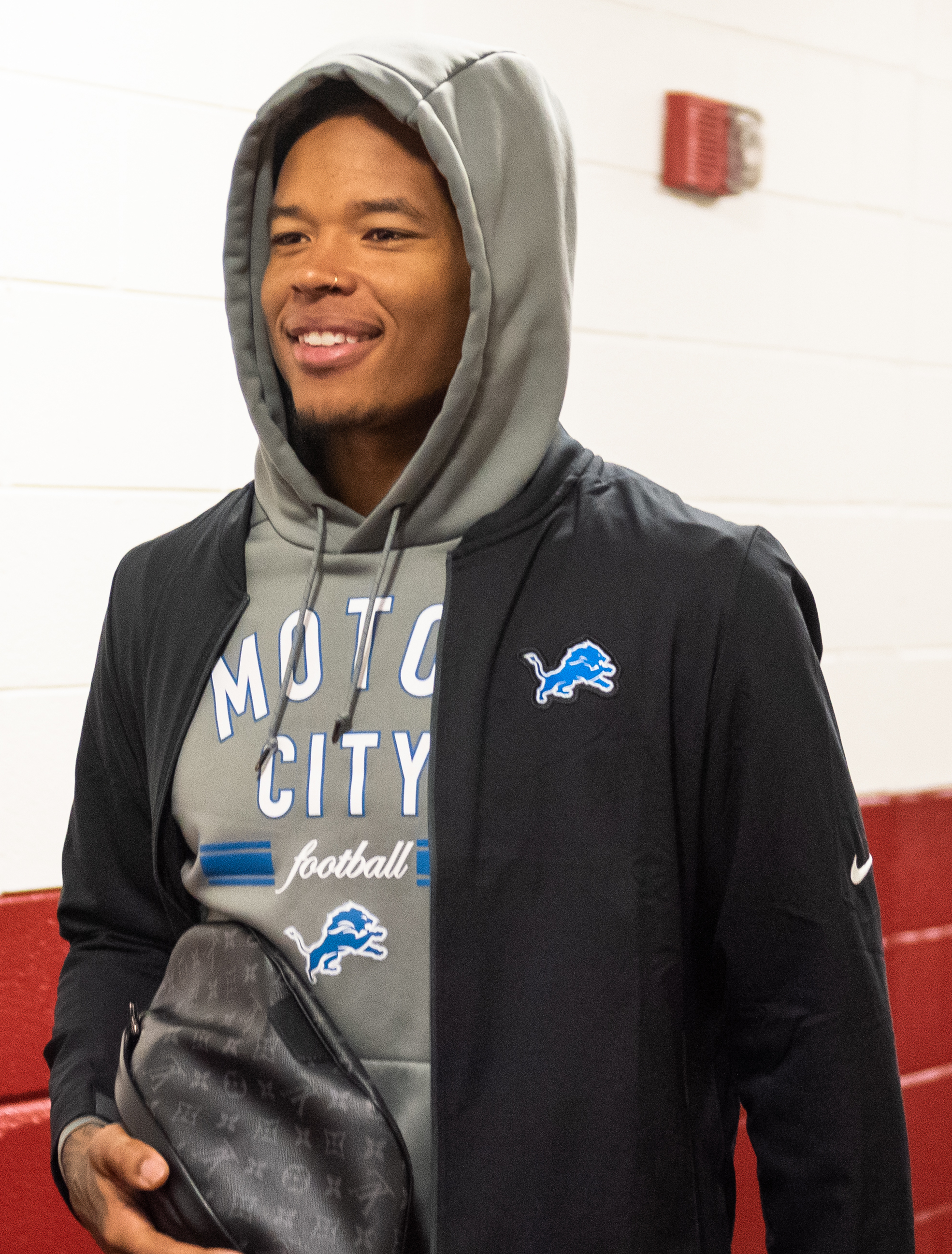
후디를 입은 남성

후디(hoodie)는 의류의 하나다. 탑 가운데 목의 근원에 모자가 되는 후드가 붙은 것의 총칭이다. 특히 후드 포함의 스웨트슈트 셔츠를 가리키며, 후드티, 후드집업이라고도 한다. 

## 개요
스웨터와의 차이는 목의 근원에 후드, 배에 주머니가 있는 곳이다. 후드를 쓰거나 주머니에 손을 넣을 수 있어 따뜻하고, 특히 미국에서 넓게 유통하고 있다. 스포츠웨어나 힙합의 보급에 의해 스트리트 웨어로도 인기가 있다. 앞이 열리지 않는 것이나 지퍼로 여닫을 수 있는 것이나 목바탕에 있는 끈으로 사이즈의 조정을 할 수 있는 것도 있다.
힙합을 좋아하는 사람들은 사이즈가 큰 것을 입는다. 이것은 미국의 저소득층의 사람들이, 후물림의 큰 옷을 입고 있던 것에 유래해, 그러한 층의 연장선상의 래퍼 등이 일상적으로 입은 것이다. 그 때문에 지금은 반대로 이러한 디자인을 가지고 있는 고급품도 증가해 특히 천이 두꺼운 것이 귀중하다.
의복에 의한 자기 어필의 문화가 넓게 침투하고 있는 미국에서는 NFL, NBA, MLB 소속의 팀의 로고가 들어간 후디를 입고, 그 팀에의 애착을 표현하는 사람이 적지 않다.
미국에서는 챔피언(Champion)의 제품이 보급되어 있다. 일본에서는 유니클로가 쉐어를 차지하고 있다.
또 오늘날에는 메가Zip 등으로 불리는 통상의 사이즈의 3배 정도의 패스너를 장비한 유머러스한 외관의 후디도 인기가 높다.
또한 끈이 달려 있어 사이즈를 조절할 수 있다.

## 사건사고
아이의 후드 등에 의한 사고 발생을 받아 2008년, 일본의 아동복의 업계 단체 전일본부인아동복공업조합연합회는 안전 대책의 자주 지침을 작성했다.
2010년에 개정도 행해, 신장 120cm 미만의 의복에 대해서는, 윗도리의 후드·목덜미의 부분에 빼 끈을 붙이지 않는 것 등의 구체안을 포함시켰다.

## 같이 보기
- 파카